# Pseudokiesowia
Pseudokiesowia is een geslacht van uitgestorven kreeftachtigen uit de klasse van de Ostracoda (mosselkreeftjes).

## Soorten
- Pseudokiesowia ljudmilae Kolosnitsyna, 1984 †
- Pseudokiesowia torulosa Melnikova, 1976 †